# Cultura libera (libro)
(Lawrence Lessig in "Cultura Libera - Un equilibrio fra anarchia e controllo, contro l'estremismo della proprietà intellettuale")
Cultura libera - Un equilibrio fra anarchia e controllo, contro l'estremismo della proprietà intellettuale (Free Culture: How Big Media Uses Technology and the Law to Lock Down Culture and Control Creativity) è un libro di Lawrence Lessig pubblicato nel 2004 e sotto Licenza Creative Commons Attribution Non-commercial 1.0 il 25 marzo 2004.

## Versione italiana
Copyleft-italia ha pubblicato la traduzione italiana di Bernardo Parrella nel febbraio 2005.

La versione cartacea è edita da Apogeo.

## Edizioni
- Lawrence Lessig, Cultura Libera, Apogeo, 2005, ISBN 88-503-2250-X.